# ワンダバ
ワンダバとは、ウルトラシリーズ等の特撮番組に登場する防衛組織が出動する時に使用される、特定の曲想を有するBGMの総称。転じて、そのBGMが使用される状況に対する呼称としても使用されるオタク用語の一種。「ワンダバダ」というコーラスが特徴で、多くの場合は男声コーラスで表現される。
業界用語が一般に広まった物で、元々はウルトラシリーズ制作関係者の間で使われていた言葉である。

## 概要
ワンダバの起源は『帰ってきたウルトラマン』（1971年）のBGM（関係者の間の呼称は「M-3」）だと言われている。
『ウルトラセブン』（1967年）で、挿入歌「ULTRA SEVEN」の前奏をカットして直接歌詞の「ONE, TWO, THREE, FOUR…」から使用したBGMを満田かずほ監督が使用したが、とりわけ男声による「ワン」の歌い出しの響きがスタッフやキャストに好評だったにもかかわらず、他の監督は満田に遠慮して同様の使用ができないという状況にあった。そのため、『帰ってきたウルトラマン』（1971年）の制作に際し、BGMを担当する冬木透には同一モチーフを誰でも使用しやすいよう「同じようなコンセプトのBGM」と発注され、これを受けた彼が「ULTRA SEVEN」の歌い出しと同様の語感と響きを持った男声合唱によるスキャットを援用し、「M-3」を完成させたことに端を発する。なお、録音されたテープのメモには「男声コーラス ワンダバ」と記されている。
「M-3」は防衛チーム・MATの出撃シーンや攻撃シーンで効果的に使用されて好評を博したため、シリーズ次作『ウルトラマンA』（1972年）でも防衛チーム・TACに男声コーラスを用いたBGM「M-2」が作られた。それ以降、「ワンダバ」はウルトラシリーズBGMの定番モチーフとして定着する。同曲の録音テープにも「ワンダバコーラス入り」とメモがある。BGMのマスターテープに添えられたメモは、日本コロムビアから発売されたCD-BOX『TSUBURAYA PRODUCTION HISTORY OF MUSIC』の付属冊子で詳細が確認できる。なお、ワンダバを歌詞に取り入れた「TACの一週間」（「TACのワンダバ一週間」）という挿入歌も用意されていたが、未使用に終わった。
これに並行して円谷作品には防衛チームに男性コーラス付きのテーマ曲がつきものとなり、『ミラーマン』（1971年）の「シャバダバダ」（作曲：冬木透）、『ウルトラマンタロウ』（1973年）の「ダーダバ」（作曲：日暮雅信）、『ジャンボーグA』（1973年）の「ズビズバ」（作曲：菊池俊輔） など、各種亜流のテーマ曲が作られた。
こういった背景から、「特撮やアニメなどで地球防衛軍が出撃する際のBGM」=「ワンダバ」（あるいはそれに似た曲調のBGM）という認識が生まれ、オマージュあるいはパロディとして「ワンダバ」に近い曲調のBGMが作られるようになった。中には『宇宙戦艦ヤマト2199』（2012年）のように、既存のBGMを再録音する際にあらためてワンダバを載せたという例もある。
さらには、以上のような雰囲気といったようなものを指す「語」として、漫画等の作中でも、1980年頃から「ワンダバ」という語を使用している例も見られ、『Dr.スランプ』単行本第8巻P.173や『機動警察パトレイバー』単行本（新書刊）第8巻P.78 などに見られる。
以上で例示した（漫画の例を除く）曲及び歌は、音楽的には、ドゥーワップもしくはスキャットに分類されるような特徴や雰囲気を持っている。

## 商品化
『帰ってきたウルトラマン』の「M-3」は、1978年にキングレコードから発売されたLPレコード『サウンド!ウルトラマン』に初収録された。『ウルトラマンA』の「TACの一週間」は、1979年に日本コロムビアから発売されたLPレコード『TVオリジナルBGMコレクション 冬木透の世界』に未発表音源として「TACのワンダバ一週間」に改題したうえで収録されたほか、『ウルトラマン80』放映と前後して複数のレコード会社から発売された過去のウルトラシリーズのBGMレコードにも、「ワンダバ」は収録された。
CD時代に入ってから発売された商品では、「帰ってきたウルトラマン総音楽集」ほか亜流を含め、「ワンダバ」に類するBGMを擁する作品毎の音盤やオムニバスのコンセプト盤に収録されている。

## その他
2009年3月13日に初台の東京オペラシティで開催された『冬木透 CONDUCTS ウルトラセブン』～ウルトラセブンの音楽を創った男～では、少年少女の合唱団によって再現され、ゲストの中西圭三が「TACの一週間」を熱唱した。

## その他の用法としてのワンダバ
アニメージュ別冊付録「スタジオぬえ・デザインノート」に掲載された宮武一貴の言に「乗り込みパターン（内輪で言うワンダバ）」とある。これは、ロボットアニメなどでキャラクターがロボットに乗り込み基地や戦艦から発進するまで（主にバンク）の事を指す。宮武の言葉はこれが似たり寄ったりになってきているといった、悲観する内容であった。

## 関連商品
- サウンド!ウルトラマン：最初にワンダバが収録されたLPレコード
- ウルトラマン80 テーマ音楽集：ライナーノーツにワンダバ対談が収録されている。
- ワンダバ!! -ULTRA TEAMS ARE GO!- ウルトラ防衛チーム テーマ・コレクション COCX-32436 2003.11.19発売
- ワンダバ!!2 〜ウルトラ防衛チーム Moreテーマ・コレクション〜 COCX-33850 2006.09.20発売

『ウルトラマン80』サントラ盤『テーマ音楽集』、および『ワンダバ!! -ULTRA TEAMS ARE GO!- ウルトラ防衛チーム テーマ・コレクション』の解説書に冬木透と満田かずほの「ワンダバ対談」が掲載されている。